# 大濠公園站
大濠公園站（日语：／ Ōhori-kōen eki */?）是位於日本福岡縣福岡市中央區荒戶1丁目與大手門3丁目，屬於福岡市地下鐵機場線的鐵路車站。車站編號是K06。站名來源於附近的「大濠公園」。

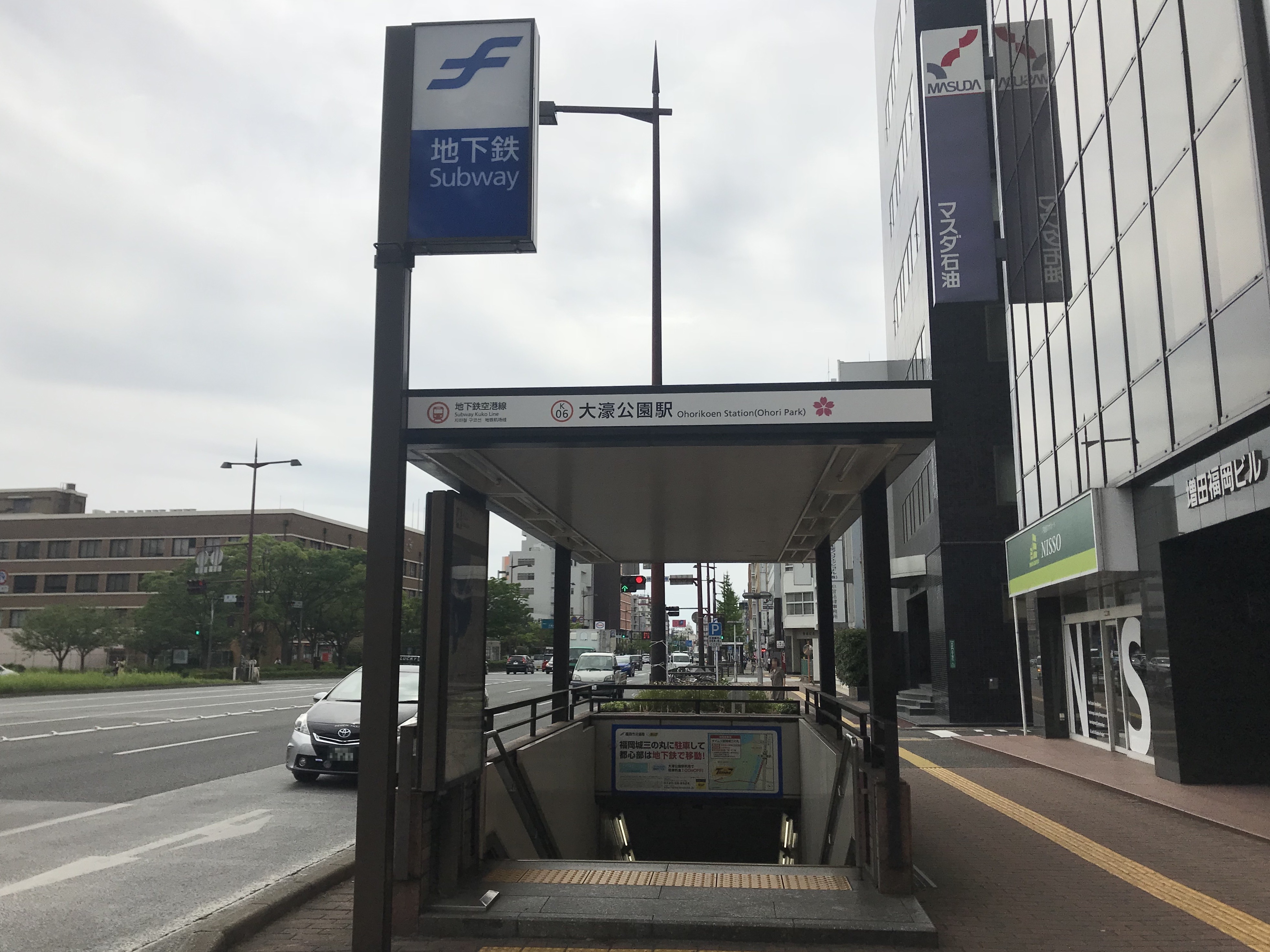
4號出入口(2018年5月)

## 歷史
- 1981年（昭和56年）7月26日 - 開業。

## 車站構造

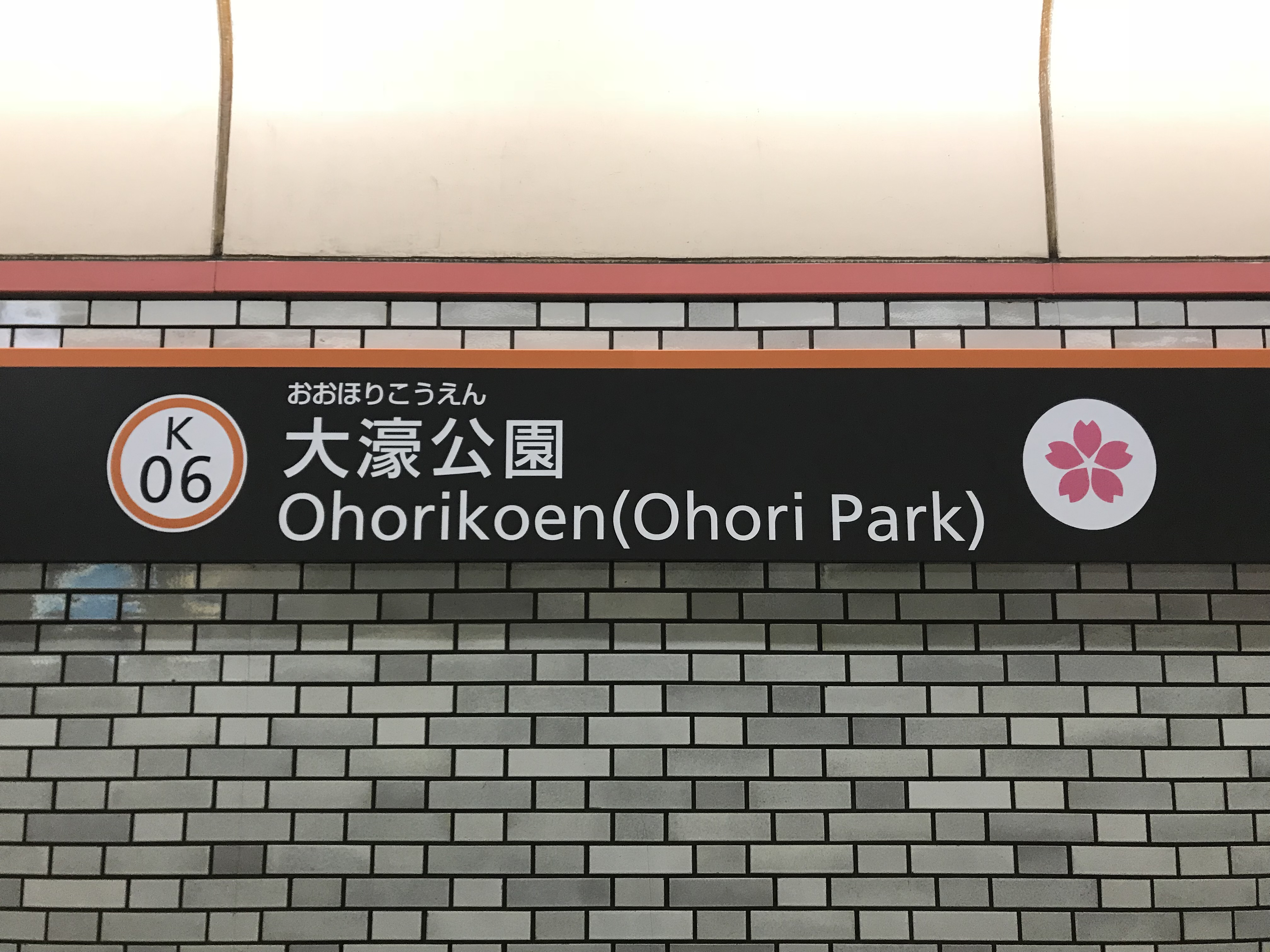
帶有英語標記的站名牌（2018年2月）

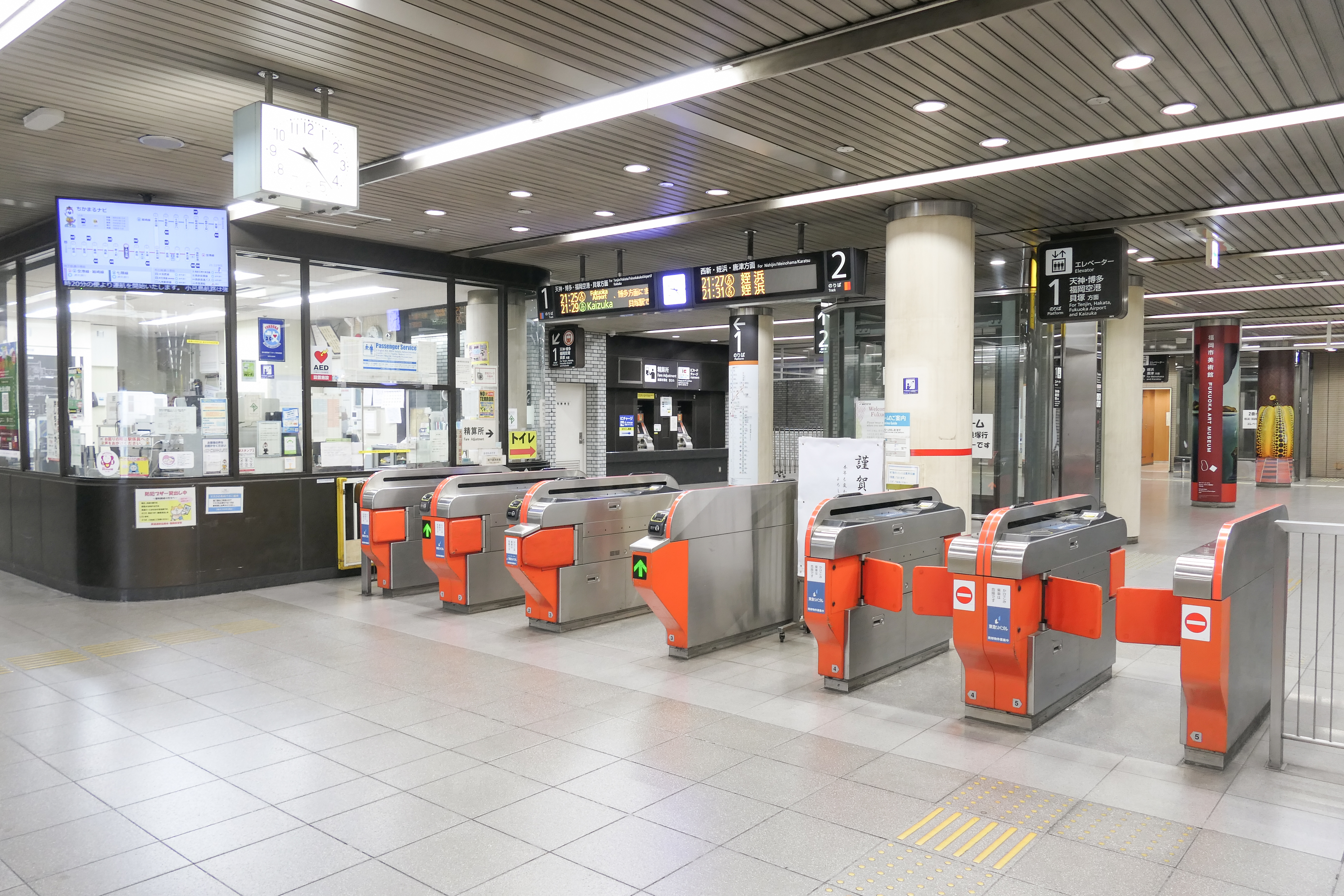
驗票口(2023年1月)

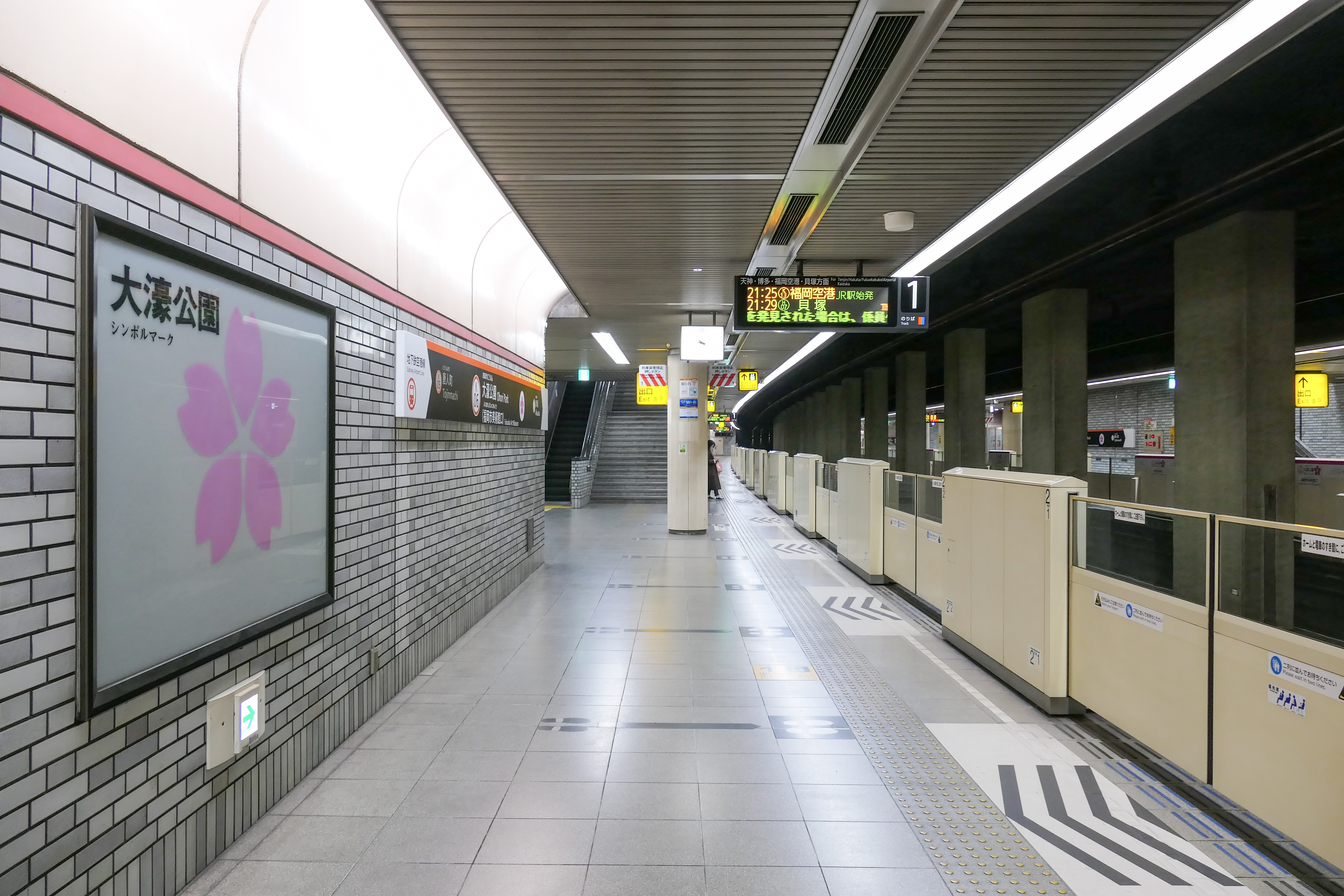
1號月台(2023年1月)

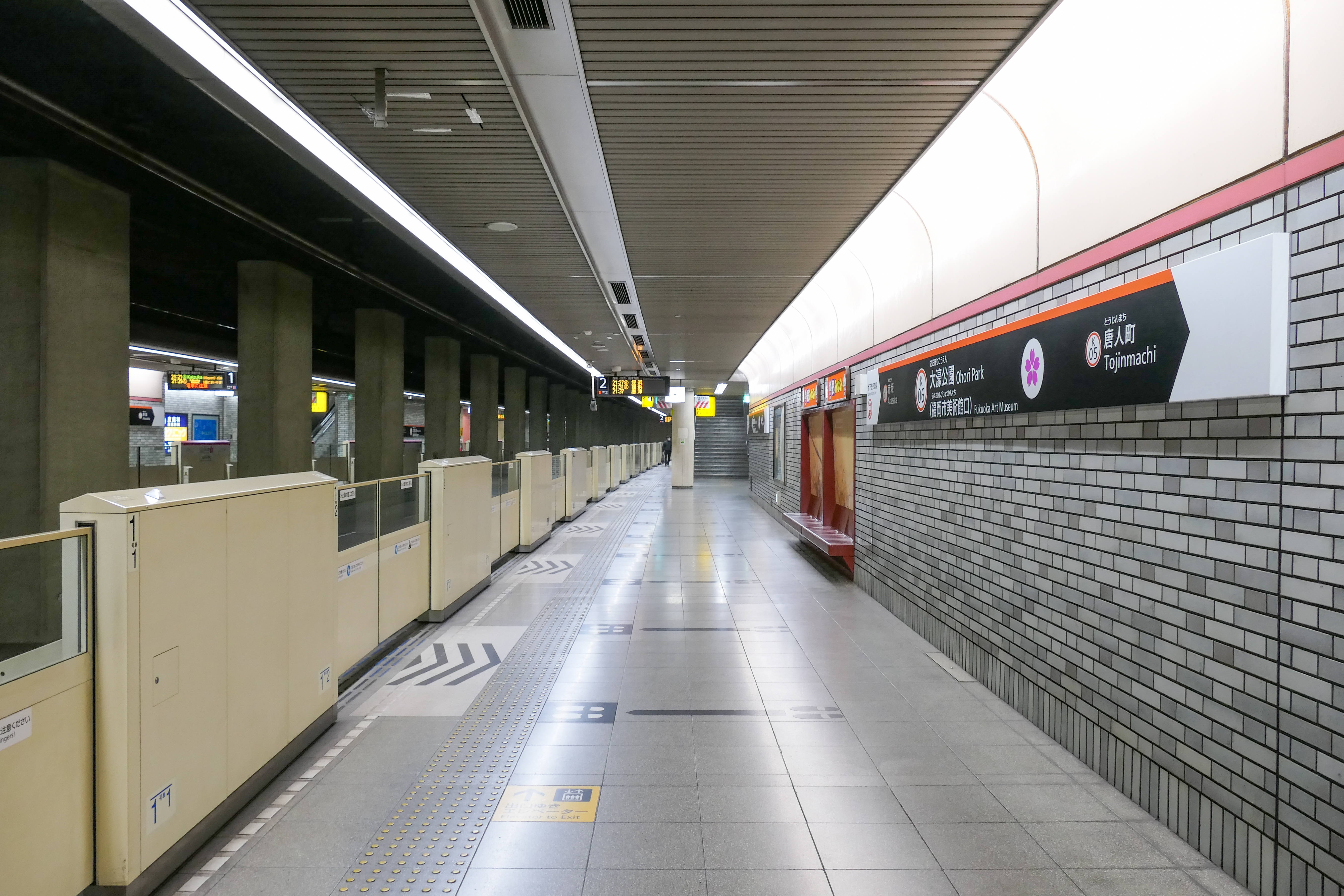
2號月台(2023年1月)

本站為對向式月台2面2線的地底車站。出入口有5個，地下1樓是大堂，地下2層是月台。

### 月台配置
| 月台 | 路線   | 目的地                         |
| ---- | ------ | ------------------------------ |
| 1    | 機場線 | 天神、博多、福岡機場、貝塚方向 |
| 2    | 機場線 | 姪濱、筑前前原、唐津方向       |

## 利用狀況
2016年（平成28年）度的1日平均上車人次為10,766人。
近年的1日平均上車人次推移如下表。
| 年度               | 1日平均 上車人次 |
| ------------------ | ---------------- |
| 2001年（平成13年） | 7,660            |
| 2002年（平成14年） | 7,563            |
| 2003年（平成15年） | 7,418            |
| 2004年（平成16年） | 7,175            |
| 2005年（平成17年） | 6,837            |
| 2006年（平成18年） | 7,190            |
| 2007年（平成19年） | 7,253            |
| 2008年（平成20年） | 7,558            |
| 2009年（平成21年） | 7,339            |
| 2010年（平成22年） | 7,681            |
| 2011年（平成23年） | 8,205            |
| 2012年（平成24年） | 8,372            |
| 2013年（平成25年） | 8,740            |
| 2014年（平成26年） | 9,286            |
| 2015年（平成27年） | 10,216           |
| 2016年（平成28年） | 10,766           |

## 相鄰車站
福岡市交通局（福岡市地下鐵）
 機場線
唐人町（K05）－大濠公園（K06）－赤坂（K07）

## 外部連結
- 福岡市地下鐵 大濠公園站（页面存档备份，存于）（日語）